# Vriesea noblickii
Vriesea noblickii là một loài thuộc chi Vriesea. Đây là loài đặc hữu của Brasil.